# Associació Esportiva Palma Futsal
L'Associació Esportiva Palma Futsal, antigament Associació Esportiva Manacor (Fisiomedia Manacor), és un club de futbol sala fundat el 1998 a la vila de Manacor i traslladat a Palma el 2014. Juga a la Primera Divisió, en la qual ha competit de forma consecutiva des de 2013-14. És el primer i únic equip que s'ha alçat amb 3 Lligues de Campions en les seves primeres 3 participacions. Disputa els partits com a local al Palau Municipal d'Esports Son Moix d'ençà de la reinauguració el mateix 2014.

## Història

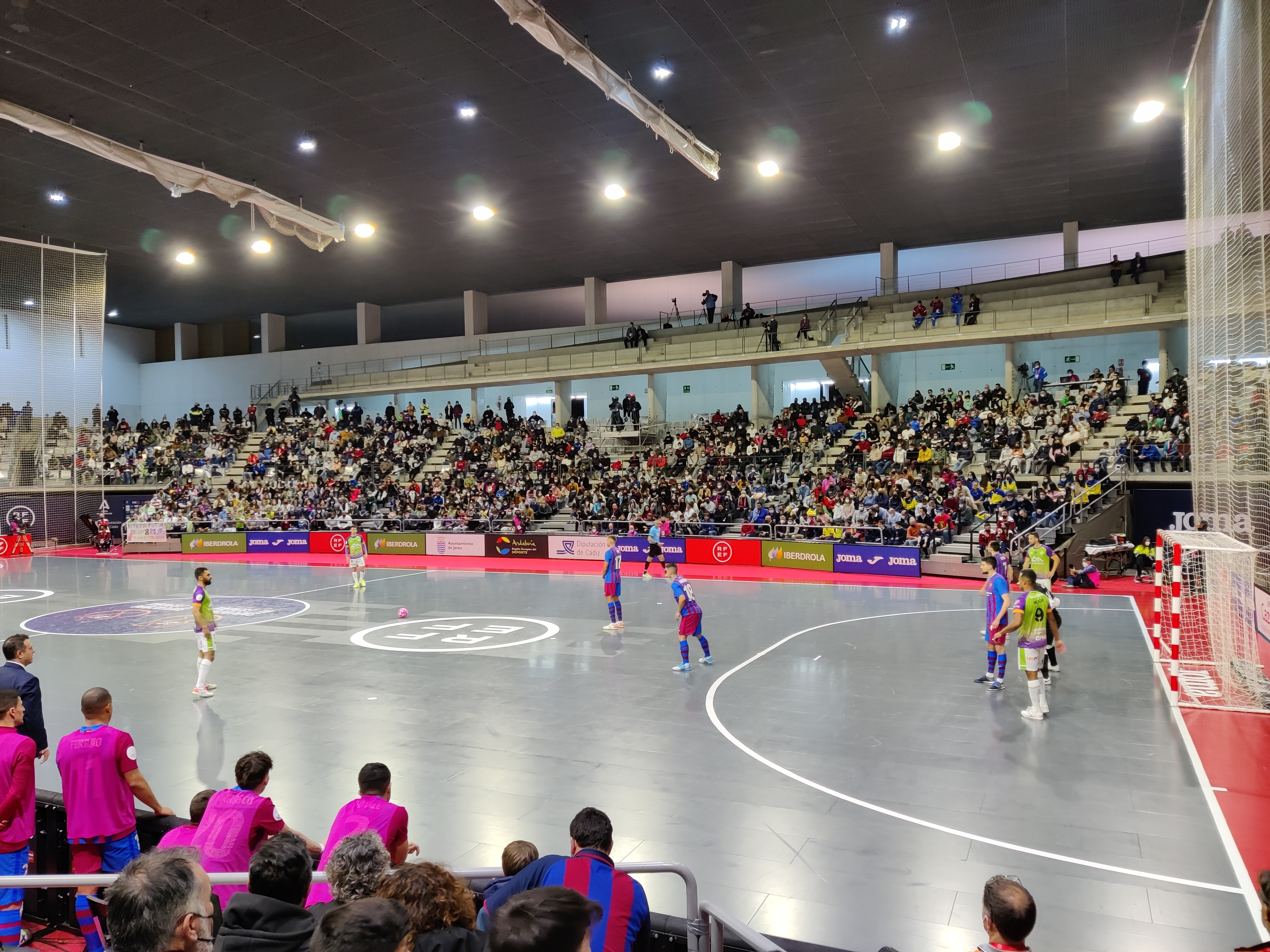
Final Supercopa 2022.

L'Associació Esportiva Manacor va néixer el 14 de juliol de 1998 amb Miquel Jaume Roig de president a la vila mallorquina de Manacor i va començar a competir a la categoria Primera Nacional B. Els inicis del club foren esplèndids, car va encadenar dos ascensos consecutius i així va assolir l'ascens a Segona Divisió en només dos anys. Durant els anys a la categoria Nacional i a la Segona Divisió, el club era humil i integrat per gent de Manacor, i l'objectiu sempre fou de mantenir la categoria. Es tractava, de fet, del primer club manacorí de competir a una categoria estatal en qualsevol esport.
El futur del club va començar a canviar el 2005, car feu la passa definitiva cap a la professionalització. Hom va jugar fort per conformar un pressupost valent i lluitar per l'ascens, amb l'ajut del patrocinador Fisiomedia, que imposà el nom comercial de Fisiomedia Manacor. L'ascens torbà tres anys a arribar, i així el 2008 el club ascendí a la Divisió d'Honor, la màxima categoria del futbol sala estatal. Era la primera vegada a la història que un equip de Manacor competia a la primera categoria estatal en qualsevol esport.
La primera temporada a la primera categoria no fou fàcil, i els problemes començaren en l'àmbit institucional. El Manacor jugava els partits de titular al pavelló esportiu Miquel Àngel Nadal, però la federació no permeté que hi competís a Primera Divisió atès que no complia els requisits necessaris, i així el club s'hagué de traslladar a Inca per jugar els partits. Això comportà que l'afició que hauria acudit al camp no fos tan nombrosa com hauria pogut ser, i els resultats a casa no foren prou satisfactoris. A això s'afegien problemes econòmics que forçaren el club a reduir el pressupost a la meitat ja començada la temporada. Finalment, el club salvà la situació econòmica, però no pas l'esportiva i va acabar tornant a la segona categoria.
La temporada 2009/10 fou satisfactòria i l'equip ascendí altra vegada a la primera categoria. Però el pavelló Miquel Àngel Nadal no s'havia reformat i l'exili tornà a ser forçat, aquesta vegada al Palma Arena de la capital mallorquina. No obstant els problemes institucionals, en l'aspecte esportiu la temporada fou excel·lent, car el club acabà 5è i disputà el play-off pel títol, del qual fou eliminat al primer enfrontament.
La temporada 2010/11 va estar marcada per la situació econòmica, que tornava a ser delicada perquè el club no rebia els ingressos prevists i hagué d'incórrer en impagaments. Però esportivament la temporada fou acceptable i el club es mantengué estable a la primera categoria mentre es consolidava al nou emplaçament i anava arrelant a la capital, on l'afició pel futbol sala començà a sorgir.
Després de dues temporades amb uns resultats esportius millors que no la situació econòmica, el 2013 el club aconseguí un nou patrocini que li assegurava millors ingressos. Es tractava de l'Hospital de Llevant, un hospital de la localitat manacorina de Portocristo que refermava els vincles del club amb la seva localitat originària. El club fou reanomenat Hospital de Llevant per raons d'aquest patrocini. Aquella mateixa temporada, el club es traslladà a un nou poliesportiu, el Palau Municipal d'Esports Son Moix, inaugurat a mitjan temporada després de set anys d'inactivitat. Es tractava d'una instal·lació nova, de qualitat i més pensada per la pràctica d'esports de pista que no pas el Palma Arena, un velòdrom amb gran distància entre el camp de joc i la graderia. Sens dubte, el nou palau fou un factor clau en el creixement de l'afició palmesana pel club.
La temporada 2014/15 començà amb un dels canvis més importants de la història del club. Després de quatre temporades a Palma, el club oficialitzà el canvi de seu i canvià el nom federatiu a Associació Esportiva Palma Futsal, el nom actual, i redissenyà l'escut, que passà a ser una versió de l'escut de Palma en tons liles, contorn verd clar en referència als colors del club i el Castell de Bellver com a imatge representativa de la ciutat. No obstant això, el feu manacorí continuà de ser clau pel club, car hi mantenia quinze seccions de futbol formatiu.
El canvi de ciutat suposà una embranzida en termes econòmics i, en conseqüència, també esportius, car de 2014 ençà l'equip s'ha classificat cada any pel play-off pel títol, en el qual ha assolit tres vegades les semifinals, com també ha arribat a dues semifinals a la Copa d'Espanya i a una final de la Copa del Rei, que va perdre contra El Pozo Múrcia.
D'ençà de la instal·lació a Palma, el club ha fet un canvi important principalment en termes d'afició. El trasllat, primer provisional, comportà una desafecció important de part dels aficionats manacorers i un buit a la població ciutadana, car el club hi era desconegut; però durant aquests anys el Palma s'ha sabut guanyar una afició a la ciutat i ha crescut notablement. El club ha omplert els 7.000 seients de capacitat del Palma Arena i acostuma a superar els 2.500 espectadors per partit. La temporada 2019/20 assolí els 3.100 abonats, la xifra més alta en la història del futbol sala de l'estat.
El 10 de març de 2021 es va morir el seu històric fundador i mecenes, Miquel Jaume. Poc després el club va guanyar el seu primer títol important, en guanyar la Lliga de Campions de la UEFA de futbol sala la temporada 2022-23. Això li va permetre accedir a la Copa Intercontinental que va guanyar davant del Foz do Iguaçú brasiler, també als penals. La següent temporada va revalidar el títol de Champions davant del FC Barcelona.

## Trajectòria

### Lliga
| - 1998-99: Primera Nacional B (1r) - 1999-00: Primera Nacional A (1r) - 2000-01: Segona Divisió (3r) - 2001-02: Segona Divisió (12è) - 2002-03: Segona Divisió (13è) - 2003-04: Segona Divisió (11è) - 2004-05: Segona Divisió (12è) - 2005-06: Segona Divisió (6è) - 2006-07: Segona Divisió (2n) | - 2007-08: Segona Divisió (1r) - 2008-09: Divisió d'Honor (15è) - 2009-10: Segona Divisió (1r) - 2010-11: Divisió d'Honor (5è) - 2011-12: Primera Divisió (10è) - 2012-13: Primera Divisió (11è) - 2013-14: Primera Divisió (11è) - 2014-15: Primera Divisió (5è) - 2015-16: Primera Divisió (4t) | - 2016-17: Primera Divisió (6è) - 2017-18: Primera Divisió (6è) - 2018-19: Primera Divisió (5è) - 2019-20: Primera Divisió (5è) - 2020-21: Primera Divisió (2n) - 2021-22: Primera Divisió (3r) - 2022-23: Primera Divisió (1r en lliga regular, subcampió al playoff) - 2023-24: Primera Divisió (6è) |

Disputà playoff les temporades 2010/11 (1/4 de final), 2014/15 (semifinal), 2015/16 (semifinal), 2016/17 (1/4 de final), 2017/18 (1/4 de final), 2018/19 (1/4 de final) i 2019/20 (semifinal). La 2022-23 va acabar primer en la fase regular, proclamant-se tanmateix subcampió al playoff.

### Copes
La copa principal de la federació és la Copa d'Espanya, la qual la disputen els vuit primers classificats de la primera categoria. El Palma ha disputat les edicions de 2011 (1/4 de final), 2015 (1/4 de final), 2016 (1/4 de final), 2017 (1/4 de final), 2018 (semifinal), 2019 (semifinal) i 2020 (1/4 de final).
A partir de 2010 també es disputa una segona copa, la Copa del Rei, en la qual participen equips de les tres primeres categories. El Palma ha disputat totes les edicions: 2010/11 (3a ronda), 2011/12 (1/4 de final), 2012/13 (2a ronda), 2013/14 (1/4 de final) 2014/15 (1/4 de final), 2015/16 (subcampió), 2016/17 (1/8 de final), 2017/18 (1/8 de final), 2018/19 (1/8 de final) i 2019/20 (1/4 de final).

### Champions
El primer títol important que va guanyar el club fou justament la Lliga de Campions de la UEFA de futbol sala la temporada 2022-23, en la seva primera participació, en un partit davant l'Sporting Clube de Portugal que va acabar en empat a 1 en el temps reglamentari, i es va decidir als penals per 5-3. La següent temporada va revalidar a Benfica el títol de Champions davant del FC Barcelona, aquest cop per un folgat 5 a 1. És el primer i únic equip que s'ha alçat amb 2 Lligues de Campions en les seves primeres 2 participacions.

### Copa Intercontinental
Després de guanyar la Champions de 2022-23, va accedir a poder jugar la Copa Intercontinental que va guanyar davant del Foz de Iguazú brasiler, als penals després d'acabar el temps reglamentari en un empat a tres gols.